# آسوگرین

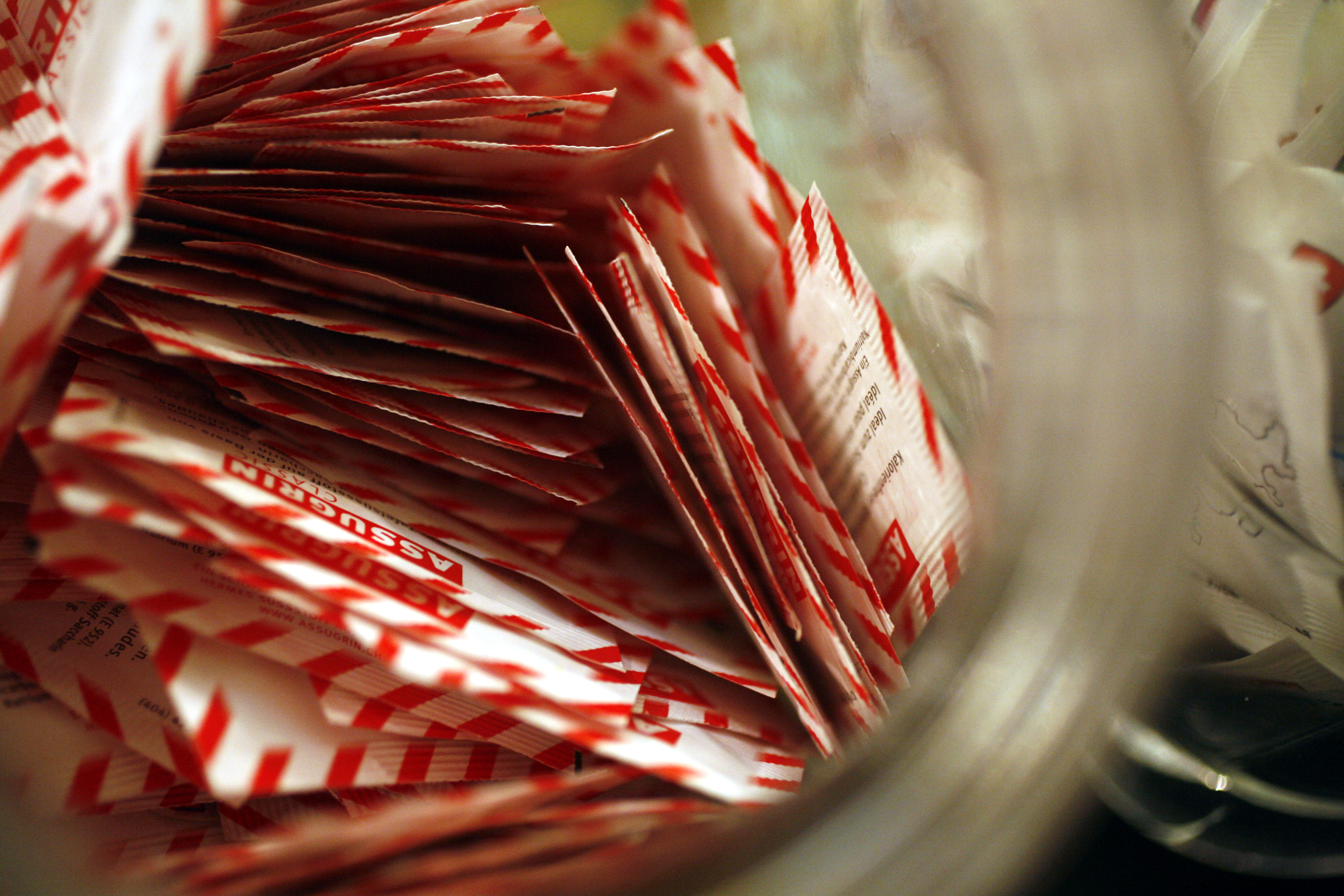
بسته‌های آسسوگرین مارکی از گونهٔ جایگزین‌های شکر سیکلامات سدیم.

آسوگرین (به انگلیسی: Assugrin) نام مارکی از جایگزین‌های شکر حاصل از ترکیب سیکلامات سدیم و ساخارین است. آسوگرین در سوئیس، توسط شرکت سوئیسی MCM Klosterfrau Vertriebsgesellschaf تولید می‌شد و به عنوان شیرین‌کننده‌ای رایج در آلمان غربی استفاده می‌شد.